# OTOBOKE Bar
OTOBOKE Bar（おとぼけバー）は、2011年10月よりTOKYO MXなどで放送されていた日本のテレビ番組。正式な番組名は「TOKYO MUSIC SPACE OTOBOKE Bar」。

## 概要
隠れ家的barに訪れる旬のアーティストをゲストとして迎え、オーナーを中心にOTOBOKEトークを展開。グラスを傾けながら笑いを誘う、肩ひじ張らない音楽情報バラエティ番組。常連客としてさまざまな芸人も訪れている。
第13回ではオーナー黒沢が好きな江の島にロケに出ている。
2012年1月放送分よりMC小森純が降板し、新MCに優美が昇格。カラテカ入江の相方矢部も出演し、リニューアルを計る。
2012年9月24日の放送を以って、終了したが、10月7日からBS-TBSで、同じメンバー（黒沢、カラテカ、Miz、優美）で『音ボケPOPS』がスタートしている。

## 出演者
- オーナー：黒沢年雄
- 店長代理：優美（第14回放送分より。第13回放送分までは店員）
- バーテン：入江慎也（カラテカ） - 第13回までは常連客。
- レギュラーアーティスト（店のDJ：客・ナビゲーター）：Miz
- 常連客：矢部太郎（カラテカ：第14回より）、たかはしゆい（元SDN48：第26回より（第15回にはアーティストゲストとして出演））

### 過去の出演者
- 店長：小森純（第1回 - 第12回）
- 常連客：AMEMIYA（第6回 - 第8回）
- 常連客：トミドコロ（第4回 - 第5回）

## 主なコーナー

### ゲストトーク
ゲストアーティストを中心に音楽や近況をトークする。感動や笑いを誘う話で盛り上がる。

### OTOBOKE MUSIC NEWS（第12回まで） →　Mizの見ずにはいられNight（第14回から）
ナビゲーターのMizとカラテカ入江（第12回まで）が、オリコンチャートアンケートを元に注目のアーティストの期待度ランキングをお届け。ヘビーリコメンドでMizオススメのアーティスト情報をも紹介している。

### OTOBOKEランキング（第12回まで）
男女100人の本音やオリコンランキングを交えて、ゲストの本音を聞き出すミニコーナー。

## スタッフ
- ナレーション：羽切祥
- 構成：清隼一郎、清水寛生
- TP：井上浩
- CAM：藤本裕武
- AUD：津田浩之
- 照明：足立洋幸
- 編集：小川洋行
- MA：大矢研二
- 音効：古川直樹（タルス）
- 協力：oricon、MUSE
- 衣装協力：moussy、rienda、SLY、SLY LANG
- 技術協力：千代田ビデオ、テクノマックス
- 制作協力：マンモスプロ、サンテックPE、agua
- AP：名倉弥優
- ディレクター：坂口秀作、南家幸太、
- 総合演出：ピッコロきど
- プロデューサー：妹尾圭介、渡邊浩人
- エグゼクティブプロデューサー：森川信男
- 制作：Oidooon （第2学区）、サンテックPE
- 著作：飯田産業

### 過去のスタッフ
- ナレーション：北峪一
- 構成：森泉たつひで、ゆーやん
- CAM：平野善男
- 照明：葛原昌弘
- 編集：横山良一
- MA：中村裕子
- 音効：土井隆昌
- スチール：小野寺学
- メイク：服部さおり
- 技術協力：ザ・チューブ
- AP：柳橋弘紀
- ディレクター：佐藤友治
- 演出：斉藤カツオ
- プロデューサー：稲垣陽介、川口浩也、佐藤甲三
- 制作：ザ・デジライズ、office KEEL

## ネット局と放送時間
| 放送対象地域 | 放送局   | 放送日時           |
| ------------ | -------- | ------------------ |
| 東京都       | TOKYO MX | 月曜 23:00 - 23:30 |
| 埼玉県       | テレ玉   | 月曜 24:30 - 25:00 |

## 注
1. ↑  ただし2013年4月以降の放送分からは優美を除く残りのレギュラーメンバーは全員降板している。

| 東京MXテレビ 月曜 23:00 - 23:30枠 | 東京MXテレビ 月曜 23:00 - 23:30枠 | 東京MXテレビ 月曜 23:00 - 23:30枠 |
| 前番組                            | 番組名                            | 次番組                            |
| --------------------------------- | --------------------------------- | --------------------------------- |
| おとぼ家の夜                      | OTOBOKE Bar                       | SKE48の世界征服女子               |